# Macroglossum avicula
Espèce
Macroglossum avicula est une espèce de lépidoptères (papillons) de la famille des Sphingidae, de la sous-famille des Macroglossinae, de la tribu des Macroglossini, de la sous-tribu des Macroglossina, et du genre Macroglossum.

## Description
Les antennes sont fortement segmentées. La face dorsale de l'abdomen montre de longues écailles, à la base du 6e tergite elles sont jaunes contrairement à Macroglossum bombylans où elles sont totalement blanches. Le dessous du thorax, la base des ailes et les touffes latérales de l'abdomen sont d'une teinte jaune, et non d'un blanc pur comme pour Macroglossum bombylans.

## Répartition et habitat
Répartition
L'espèce est connue en Indonésie (Sumatra et Java) et en Malaisie (Bornéo).

## Systématique
L'espèce Macroglossum avicula a été décrite par le naturaliste français Jean-Baptiste Alphonse Dechauffour de Boisduval en 1875.

### Synonymie
- Macroglossa obscuripennis Butler, 1876